# Ecumênio (filósofo)
Ecumênio (século VI) foi um filósofo e retórico. Foi identificado com o monofisita Severo de Antioquia, hipótese rejeitada pelos pesquisadores. É também confundido com Ecumênio, bispo de Trikka, erro atribuido à um compilador do século X.
Ao autor é atribuido o Commentarius in Apocalypsin.